# El Drogas
Enrique Villarreal Armendariz (Pamplona, Navarra, 31 d'agost de 1959), més conegut amb el nom artístic d'«El Drogas», és un músic navarrès, conegut principalment per haver estat durant trenta anys cantant i baixista de la banda de rock Barricada. El Drogas és també el nom de la seua actual banda.

## Biografia
Enrique Villarreal comença a tocar el baix als 18 anys. Durant la seua joventut al barri pamplonès de la Txantrea, a principis dels anys 1980, forma part dels grups punk Sapos Band i Kafarnaún. En acabar el servei militar funda Barricada junt a «Boni» Hernández (ex guitarrista de Némesis), Mikel Astrain (bateria de Etorkizuna) i Sergio Osés (guitarrista de Kafarnaún). El primer concert de Barricada va tenir lloc l'abril de 1982 i el seu primer disc, «Noche de Rock&Roll», va ser publicat el 1983 per la discogràfica independient Soñua. Des de llavors, han publicat més de 20 discs i venut més d'un milió d'exemplars. «El Drogas» va esdevenir el cap visible del grup, al qual representava actuant como artista convidat en els concerts d'altres bandes amigues, com per exemple en els discs en viu «Algazara» de Reincidentes, «Coces al aire: 1997-2007» de Marea i «El directo» de Porretas.
A principis dels anys 1990 Villarreal va començar a compaginar la seua activitat en Barricada amb altres projectes. El primer a aparèixer va ser la banda de rock Txarrena, l'àlbum de debut homónim dels quals fou editat el 1992 per PolyGram i produït per Kaki Arkarazo. En el disc van col·laborar, entre d'altres, Aurora Beltrán de Tahúres Zurdos i Andoni, vocalista de Delirium Tremens. Es van vendre més de 43.000 còpies. En 1999 va gravar un disc junt a la banda pamplonesa Konfusion amb el nom de «La venganza de la abuela».
De forma paral·lela a la seua trajectòria musical, «El Drogas» també ha escrit poemes sota el pseudónim d'Eva Zanroi, així com l'epíleg del llibre «Ajuste de cuentos» de l'escriptor navarrès Patxi Irurzun. A més, el disc de Barricada «La tierra está sorda», publicat el 2009, inclou un llibre de 184 pàgines sobre la Guerra Civil Espanyola escrit pel mateix Villarreal. L'obra recull el treball de diversos anys d'investigació del músic navarrès, durant els quals assegura haver llegit 78 llibres i entrevistat a més de 100 supervivents de la contesa. De manera semblant, la reedició el 2012 del primer disc de Txarrena incloïa el llibre «El ojo de la aguja» amb catorze escrits seus que ja foren publicats anteriorment en el periòdic Gara.
El 2010 «El Drogas» va ser la imatge d'una campanya de promoció de la paternitat responsable organitzada pel col·lectiu Andrea. També col·labora habitualment amb Motxila 21, un grup de joves músics amb síndrome de Down.
El febrer de 2011, 19 anys després del primer, va editar el segon disc de Txarrena amb el títol d'«Azulejo frío». La banda s'actualitza comptant amb Txus Maraví a les guitarres, Eugenio Aristu com baixista (ambdós provinents de La lengua de trapo) i Brigi Duque, ex-cantant de Koma, a la bateria. En desembre d'eixe mateix any, «El Drogas» va abandonar Barricada mitjançant un comunicat en el que afirmava haver estat expulsat, tancant així un cicle de gairebé tres dècades en la mítica banda navarresa.
El juliol de 2012 Txarrena va canviar oficialment el seu nom pel d'El Drogas, mantenint la formació de Txarrena, com a forma de desenvolupar els nous projectes musicals del seu líder i reprendre en les seues actuacions les cançons compostes per a La venganza de la abuela, Txarrena i Barricada. Després d'una gira d'un any, anomenada "Te cantamos las cuarenta Tour", en novembre de 2013 El Drogas va publicar «Demasiado tonto en la corteza», un triple CD dividit en tres partes molt diferenciades: «Alzheimer», «Matxinada» i «Glam».

## Discografia

### AmbBarricada
- Noche de Rock&Roll, 1983
- Barrio conflictivo, 1985
- No hay tregua, 1986
- No sé qué hacer contigo, 1987
- Rojo, 1988
- Pasión por el ruido, 1989
- Barricada, (doble directe), 1990 (Disco de Oro)
- Barricada 83-85, 1990
- Por instinto, 1991 (Disco de Platino)
- Balas blancas, 1992 (Disco de Platino)
- La araña, 1994 (Disco de Oro)
- Los singles, 1995
- Insolencia, 1996
- Salud y rocanrol (directe), 1997
- Suerte (B.S.O. de la pel·lícula Suerte), amb altres grups, 1997
- Acción directa, 2000
- Bésame, 2002
- Hombre mate hombre, 2004
- Latidos y mordiscos (doble directe), 2006
- 25 años de rocanrol (2 CD + 2 DVD), 2008
- Otra noche sin dormir (CD + 2 DVD), con Rosendo i Aurora Beltrán, 2008 (Disco de oro)
- La tierra está sorda (CD + llibre), 2009 (Disco de Oro)
- En la memoria (acústic: CD + DVD), 2010

### AmbTxarrena
- Txarrena, 1992
- Azulejo frío, 2011
- Con nocturnidad y alevosía (DVD + CD en directe), 2011
- 20 Aniversario + Libros prestados (2 CD + llibre), 2012

### AmbLa venganza de la abuela
- La venganza de la abuela, 1999.

### Com El Drogas
- Libros prestados (acústic), 2012
- El Drogas (EP), 2012
- Demasiado tonto en la corteza, 2013.